# 兼森義則
兼森 義則（かねもり よしのり、1949年5月23日 - ）は、広島県呉市出身の日本の男性アニメーター、キャラクターデザイナー、監督、作画監督、演出家である。マッドハウス所属。東京デザイナー学院アニメーション科卒業。日本アニメーター・演出協会 (JAniCA) 会員。
1980年代は東映動画作品で、1990年代から2000年代まではマッドハウス作品で、数々の漫画を原作とするテレビアニメのキャラクターデザインを手がけて来た。演出家としては、広島出身ということもあり、プロ野球球団「広島東洋カープ」設立を題材としたアニメ映画の監督を任せられた。

## 略歴
5歳の時に生まれて初めて船に乗ってから船に夢中になり、それ以来高校生時代まで将来は船長になることだったという。船長を目指して神戸商船大学を受験するも不合格で浪人生活に入るも、その生活が嫌になって東京へ行き、目的が無くてはしょうがないとして雑誌をめくっているうちに広告で見つけた東京デザイナー学院に、本格的に上京して入学。このような経緯から、本人は「アニメーターになったのはほんの偶然」と話す。東京デザイナー学院（現東京ネットウエイブ）を卒業後、アニメ制作会社朝日フィルムへ入社。朝日フィルムは東映動画作品の外注を主にこなす会社で、兼森はここでテレビアニメ『ゲゲゲの鬼太郎』(第2作)や『マジンガーZ』の作画をこなす。『マジンガーZ』の途中で、海外とのアニメの合作を主にするトップクラフトへ移籍。さらに洋燈社を経て、1976年に作画スタジオスタジオバードを設立、メンバーは兼森の専門学校の同期生で、朝日フィルムから行動を共にして来たアニメーターの稲野義信（秋野洋一）、及川博史である。
1970年代後半から1980年代前半は、スタジオバードで東映動画作品を中心に活動し、特にテレビ版『銀河鉄道999』では主力の作画スタジオとなって活躍した。これが認められて、後番組のテレビ版『新竹取物語 1000年女王』(1981年)ではスタジオバードの面々がキャラクターデザインに抜擢され、兼森は総作画監督の責を負った。東映動画ではこの後も、1983年『ストップ!! ひばりくん!』、1984年『夢戦士ウイングマン』、1985年『ゲゲゲの鬼太郎』、1988年『ひみつのアッコちゃん』と立て続けにキャラクターデザインを任せられた。
やがて、稲野がサンライズを仕事の中心にするなどして、兼森も東映動画中心のスタジオバードから、1989年のテレビアニメ『YAWARA!』のキャラクターデザインの仕事から仕事の拠点をマッドハウスへと移した。以後、演出にも進出しながら、数々の作品をこなした。一般のアニメ以外にも、1993年にはテレビ朝日のニュース番組『ニュースステーション』のオープニングアニメーションの作画を担当している。

## 参加作品

### テレビアニメ
- ゲゲゲの鬼太郎シリーズ（東映動画）
  - ゲゲゲの鬼太郎（1972年、作画）
  - ゲゲゲの鬼太郎（1985年、キャラクターデザイン・作画監督）
- デビルマン（1973年、作画、東映動画）
- マジンガーZ（1973年、作画、東映動画）
- 鋼鉄ジーグ（1975年、作画、東映動画）
- みつばちマーヤの冒険（1975年、作画、日本アニメーション）
- マグネロボ ガ・キーン（1976年、作画監督、東映動画）
- 惑星ロボ ダンガードA（1977年、作画監督、東映動画）
- 銀河鉄道999（1978年、作画監督、東映動画）
- 新竹取物語 1000年女王（1981年、キャラクターデザイン・総作画監督、東映動画）※稲野義信、及川博史と共同
- パタリロ! （1982年、作画監督、東映動画）
- ストップ!! ひばりくん!（1983年、キャラクターデザイン・作画監督、東映動画）
- 夢戦士ウイングマン（1984年、キャラクターデザイン・作画監督、東映動画）
- ひみつのアッコちゃん（1988年、キャラクターデザイン・オープニング・エンディングアニメーション作画監督、東映動画）
- EASY COOKING ANIMATION セイシュンの食卓（1989年、原画、キティフィルム/マッドハウス）
- YAWARA!（1989年、キャラクターデザイン・作画監督、マッドハウス）
- 熱血最強ゴウザウラー（1993年、キャラクターデザイン、サンライズ）
- ブギーポップは笑わない Boogiepop Phantom（2000年、レイアウト修正、マッドハウス）
- X -エックス-（2001年、キャラクターデザイン・総作画監督、マッドハウス）
- アベノ橋魔法☆商店街（2002年、原画、マッドハウス・ガイナックス）
- 花田少年史（2002年、キャラクターデザイン・総作画監督、マッドハウス）
- 獣兵衛忍風帖 龍宝玉篇（2003年、原画、マッドハウス）
- はじめの一歩 Champion Road（2003年、原画、マッドハウス）
- TEXHNOLYZE（2003年、絵コンテ、マッドハウス）
- ごくせん（2004年、キャラクターデザイン・総作画監督、マッドハウス）
- モンキー・パンチ 漫画活動大写真 なぞなぞ（2004年、絵コンテ・演出・作画監督、トムス・エンタテインメント）
- MONSTER（2004年、総作画監督・絵コンテ・原画、マッドハウス）
- ローゼンメイデン（2004年、原画、ノーマッド）
- いちご100%（2005年、オープニングアニメーション絵コンテ、マッドハウス）
- 闘牌伝説アカギ 〜闇に舞い降りた天才〜（2006年、原画、マッドハウス）
- DEATH NOTE（2006年、原画、マッドハウス）
- メイプルストーリー（2007年、キャラクターデザイン・総作画監督、マッドハウス）
- 魍魎の匣（2008年、総作画監督・原画、マッドハウス）
- スティッチ!（2008年、キャラクターデザイン、マッドハウス）
- 黒塚 -KUROZUKA-（2008年、原画、マッドハウス）
- はじめの一歩 New Challenger（2009年、原画、マッドハウス）
- スティッチ! 〜いたずらエイリアンの大冒険〜（2009年、キャラクターデザイン、マッドハウス）
- 青い文学シリーズ
  - 「蜘蛛の糸」（2009年、キャラクターデザイン・総作画監督・絵コンテ、マッドハウス）
  - 「地獄変」（2009年、キャラクターデザイン・作画監督、マッドハウス）
- ちはやふる（2011年-2012年、総作画監督・原画・OP原画、マッドハウス）
- 織田信奈の野望（2012年、原画、Studio五組×マッドハウス）
- ちはやふる2（2013年、原画、マッドハウス）
- 神さまのいない日曜日（2013年、原画、マッドハウス）
- ノーゲーム・ノーライフ（2014年、ED作画、マッドハウス）
- 魔法科高校の劣等生（2014年、原画）
- 牙狼〈GARO〉 -炎の刻印-（2015年、エンドカード）
- 寄生獣 セイの格率（2015年、総作画監督補佐）
- 俺物語!!（2015年、作画監督）
- ワンパンマン（2015年、原画）
- ダイヤのA -SECOND SEASON-（2016年、作画監督）
- 鬼平（2017年、作画監督協力・原画）

### OVA
- 銀河英雄伝説第1期（1988年、ゲストキャラクター原案、制作協力マッドハウス）
- ロードス島戦記（1990年、プロローグアニメーション、マッドハウス）
- POPS（1993年、原画、マッドハウス）
- ファイナルファンタジー（1994年、キャラクターデザイン、マッドハウス）※桜井邦彦と共同
- 3×3 EYES 〜聖魔伝説〜（1995年、原画、スタジオジュニオ）
- 炎の蜃気楼〜みなぎわの反逆者〜（2004年、OP原画、マッドハウス）
- いちご100% -夜霧の嵐泉祭編-（2005年、作画監督補佐、マッドハウス）
- CLAMP IN WONDERLAND2（2007年、原画、マッドハウス）
- SUPERNATURAL: THE ANIMATION（2011年、原画、マッドハウス）
- ブラック・ジャック FINAL（2011年、原画、手塚プロダクション）

### 劇場アニメ
- マジンガーZ対ドクターヘル（1973年、原画、東映動画）
- 宇宙戦艦ヤマトシリーズ
  - さらば宇宙戦艦ヤマト 愛の戦士たち（1978年、原画、オフィス・アカデミー/東映動画）
  - ヤマトよ永遠に（1980年、原画、オフィス・アカデミー/東映動画）
  - 宇宙戦艦ヤマト 完結編（1983年、原画、ウェスト・ケープ・コーポレーション）
- 銀河鉄道999（1979年、原画、東映動画）
- 地球へ…（1980年、原画、東映動画）
- ゲゲゲの鬼太郎（1985年、キャラクターデザイン、東映）
- ペンギンズ・メモリー 幸福物語（1985年、作画監督）
- ゲゲゲの鬼太郎 妖怪大戦争（1986年、キャラクターデザイン・作画監督、東映）
- はだしのゲン2（1986年、原画、マッドハウス）
- トランスフォーマー ザ・ムービー（1986年、原画、マーベル・プロダクション/サンボウ・プロダクション/ハズブロ/東映動画）
- ほえろブンブン（1987年、キャラクターデザイン・作画監督、マッドハウス[2]）
- ゴキブリたちの黄昏（1987年、キャラクターデザイン・作画監督、キティフィルム/TYO）
- 銀河英雄伝説 わが征くは星の大海（1988年、原画、制作協力マッドハウス）
- ひみつのアッコちゃん（1989年、キャラクターデザイン・作画監督、東映動画）
- ひみつのアッコちゃん 海だ! おばけだ!! 夏祭り（1989年、キャラクターデザイン、東映動画）
- 獣兵衛忍風帖（1993年、原画、マッドハウス）
- お星さまのレール（1993年、キャラクターデザイン、マッドハウス）
- かっ飛ばせ!ドリーマーズ -カープ誕生物語-（1994年、監督、マッドハウス）
- アンネの日記（1995年、作画監督、マッドハウス）
- X -エックス-（1996年、作画監督、マッドハウス）
- アレクサンダー戦記（2000年、監督、マッドハウス）
- カードキャプターさくら 封印されたカード（2000年、絵コンテ・原画、マッドハウス）
- メトロポリス（2001年、レイアウト協力、マッドハウス）
- あらしのよるに（2005年、原画、グループ・タック）
- ピアノの森（2007年、レイアウト監修、マッドハウス）
- 劇場版 ゲゲゲの鬼太郎 日本爆裂!!（2008年、原画、東映）
- よなよなペンギン（2009年、2Dアニメーション、マッドハウス）
- とある飛空士への追憶（2011年、原画、マッドハウス）
- 劇場版 HUNTER×HUNTER 緋色の幻影（2013年、絵コンテ・原画、マッドハウス）
- 劇場版 HUNTER×HUNTER -The LAST MISSION-（2013年、作画監督協力・原画、マッドハウス）
- デス・ビリヤード（2013年、原画、マッドハウス）
- アリスとテレスのまぼろし工場（2023年、作画監督、MAPPA）
- 山中貞雄に捧げる漫画映画『鼠小僧次郎吉』（2023年、キャラクターデザイン、スタジオM2）

### その他
- 〜宇宙とコミュニケート〜Let's Talk!（1988年、キャラクターデザイン、瀬戸大橋博'88岡山でのNTTパビリオン内上映アニメ）
- ニュースステーション（1993年、オープニングアニメ原画、テレビ番組、マッドハウス）
- みんなのうた「月のワルツ」（2004年、作画[3]、マッドハウス）
- Young Alive! 〜iPS細胞がひらく未来〜（2010年、アニメーション監督・キャラクターデザイン、日本科学未来館ドームシアターガイア上映アニメ、マッドハウス）
- 明治 果汁グミ Tweet Love Story 「メグミとタイヨウ」（2011年、アニメーションキャラクターデザイン・作画監督、TVCM、マッドハウス）
- 花は咲く（2013年、原画、MAPPA）